# Ala Avia
Alatele Avia (6 juni 1990)  is een Tuvaluaans voetballer die uitkwam voor Niutao.
In 2010 deed Ala Tuvaluaans zaalvoetbalteam mee aan het Oceanian Futsal Championship 2010.